# 老人山

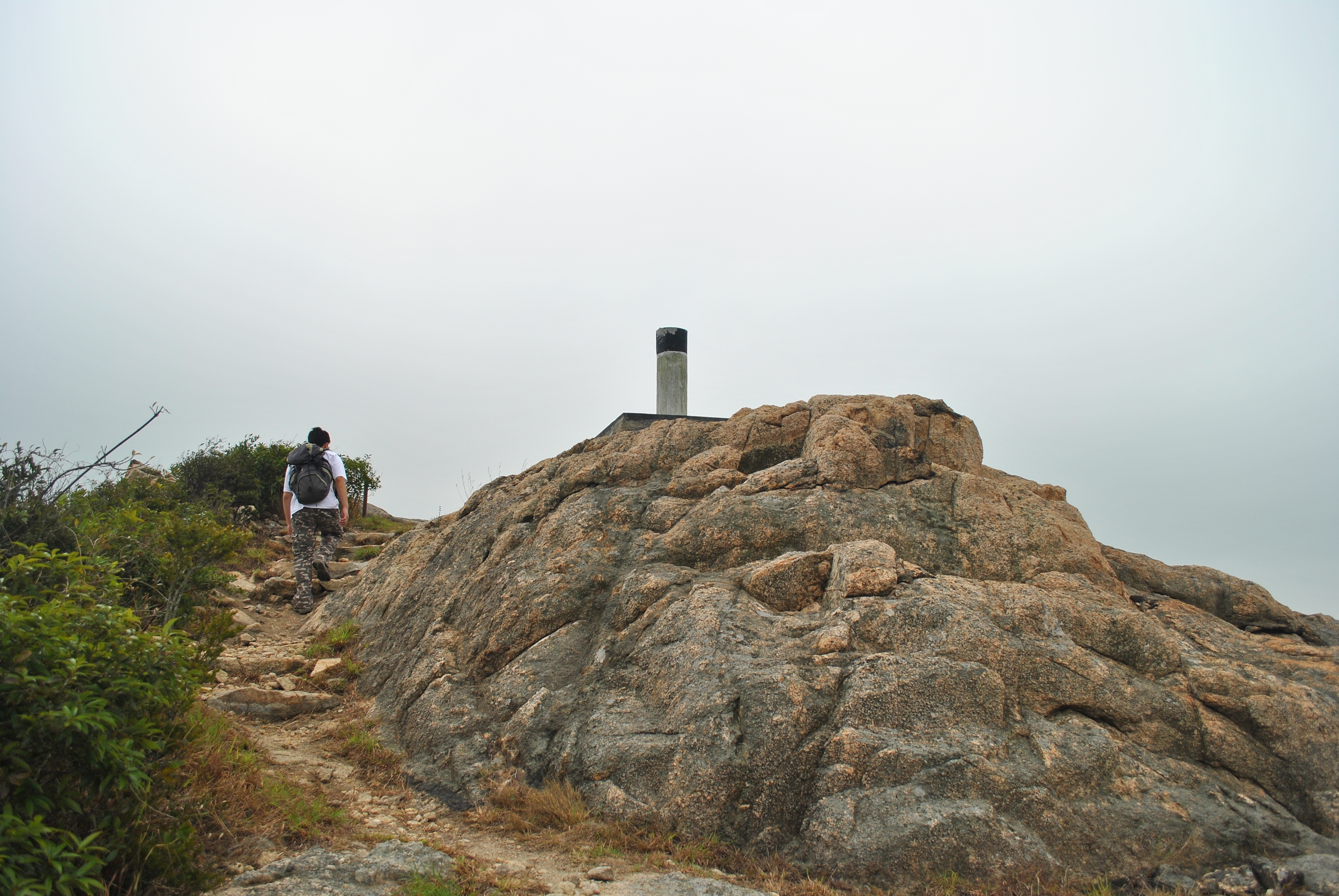
老人山副峰峰頂

老人山（英語：Lo Yan Shan）位於香港大嶼山中南部芝麻灣半島上。有兩個高度相若山峰，主峰高度為海拔303米，副峰位於主峰西北偏西，海拔302米。漁農自然護理署於主峰設有山火瞭望台，於秋冬季監察附近有否山火發生。芝麻灣郊遊徑會途經主峰和副峰。
此山的西南面是望東灣，有賽馬會望東灣青年旅舍；南面則是二浪灣和澄碧邨。

## 特點

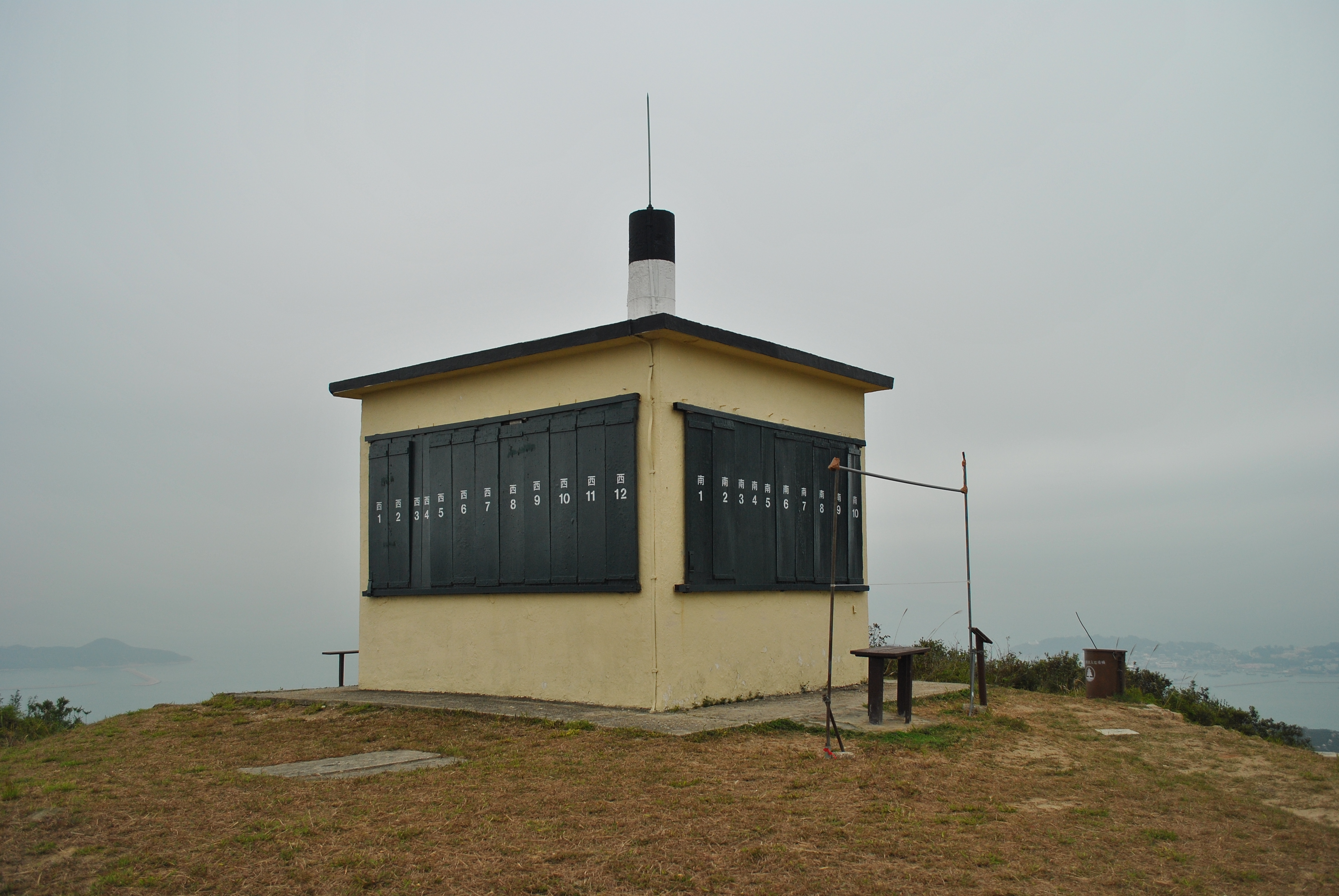
老人山山頂的山火瞭望台

- 主峰設有山火瞭望台，於秋冬季監察附近有否山火發生。
- 由於位置偏僻，即使假日也很少人前往這裡，是一個寧靜的好選擇。

## 參照
1. ↑  . South China Morning Post. 2017-03-05  [2020-05-18]. （原始内容存档于2020-11-12） （英语）.
2. ↑   (PDF). HK Government Electoral Affairs Commission. （原始内容存档 (PDF)于2021-02-26）.

## 鄰近的山峰
- 大東山
- 二東山
- 南山